# Алі Сабех Джибуті Телеком
Спортивна асоціація «Алі Сабех/Джибуті Телеком» або просто «Джибуті Телеком»  — джибутійський футбольний клуб з міста Алі Сабех, який виступає в Прем'єр-лізі Джибуті.

## Хронологія назв
- 1982: фр. AS Société des Télécommunications Internationales de Djibouti (STID)
- 1999: фр. AS Ali Sabieh Djibouti Télécom (ASAS/DT)

## Історія
Заснований 1982 року. Спочатку виступав у регіональних змаганнях. У 1987 році дебютував Прем'єр-лізі Джибуті, проте за підсумками сезону понизився в класі. З 2000 року виступає в Прем'єр-лізі Джибуті. 7-кратний чемпіон країни та 3-разовий володар національного кубка.
Завдяки успішному виступу в національних змаганнях неодноразово виступав у Клубному кубку КЕСАФА, футбольному змаганні для клубів зі Східної Африки. У 2010 році на цьому турнірі поступився в усіх матчах. У 2014 році здобув першу перемогу в турнірі, обігравши угандійський «Кампала Сіті Кансил», проте вийти з групи не зумів. Проте наступного року фінішував у змаганні не набравши жодного очка.
У 2017 році дебютував у Кубку арабських чемпіонів. Успішно пройшов перший та другий раунд, в яких почергово обіграв «Волкан Клуб» з Коморських Островів та сомалійський «Дакедаха», проте в третьому раунді поступився суданському «Аль-Меррейху» (Омдурман). В наступному розіграші виграв кваліфікаційний груповий етап, проте в наступній групі посів останнє 4-е місце, зазнавши трьох розгромних поразок у трьох матчах.
У 2018 році «Алі Сабех» вперше пробився до Ліги чемпіонів КАФ. У першому раунді змагання джибутійському клубі протистояв «Джимма Аба-Джафір» з Ефіопії, якому «Алі-Сабех» поступився за сумою двох матчів (1:3 вдома, та зіграв внічию на виїзді — 2:2).
У 2019 році «Алі Сабех» фінішував на 3-у місці Прем'єр-ліга Джибуті 2018/19. Команда набрала 38 очок, дозволивши себе випередити срібному призеру, «Уніерсіт дее Джибуті», з 39 очками та переможцю, «АС Порт», з 40 очками. «Алі Сабех» також виступав у Кубку арабських чемпіонів 2019/20, де представник Джибуті вибув за підсумками попереднього раунду, фінішувавши на третьому місці в групі Б з 3 набраними очками. «Алі Сабех» поступився другому клубу за підсумками групового етапу «Бізертену» (0:3) та переможцю групи, алжирському «Саура» (0:1), в 3-у турі обіграв найслабшу команду цього раунду (4-е місце) «Фомбоні» (1:0) з Коморських Островів.

## Досягнення
- Прем'єр-ліга Джибуті
  -  Чемпіон (8): 2009, 2013, 2014, 2015, 2016, 2017, 2018, 2025
  -  Срібний призер (5): 2002, 2003, 2006, 2010, 2023
  -  Бронзовий призер (2): 2011, 2019

- Кубок Джибуті
  -  Володар (3): 2006, 2016, 2018
  -  Фіналіст (6): 1994, 2003, 2009, 2011, 2012, 2013

- Суперкубок Джибуті
  -  Володар (2): 2010/11, 2013/14
  -  Фіналіст (2): 2006/07, 2012/13

## Статистика виступів на континентальних турнірах
| Сезон   | Турнір             | Раунд      | Клуб                | Вдома | На виїзді | Загалом |
| ------- | ------------------ | ---------- | ------------------- | ----- | --------- | ------- |
| 2018/19 | Ліга чемпіонів КАФ | Попередній | «Джимма Аба Джифар» | 1-3   | 2-2       | 3-5     |